# Soulignement
Le soulignement, ou soulignage, est une modification typographique constituée de une ou plusieurs lignes horizontales sous un texte. Dans une écriture manuscrite ou à la dactylo, il sert surtout à mettre de l'accent sur certains passages d'un document. Avec l'avènement des logiciels de bureautique, différentes méthodes typographiques ont été mises de l'avant (italiques, par exemple), tout comme un choix de polices de caractères a réduit l'utilité du soulignement. Ces ajouts ont rendu le soulignement moins utile, mais il est encore utilisé dans certains documents pour des raisons historiques ou de convention de rédaction.
| soulignement ou soulignage |

Les correcteurs orthographiques ont recours au soulignement pour montrer où sont les erreurs. Le soulignement est parfois utilisé comme diacritique pour indiquer que la prononciation est différente, il est alors codé à l’aide du trait souscrit.

## Méthodes informatiques
Dans les navigateurs web, le rendu des hyperliens se fait par défaut en les bleuissant et en les soulignant : hyperlien.
En HTML, la balise <ins>, qui indique du texte inséré, est régulièrement présenté comme du texte souligné. HTML propose également <u>, qui dénote du texte souligné.
En CSS, utiliser {text-decoration: underline}.
Dans les écrits électroniques sans balise, tel un texte écrit en ASCII, le soulignement est indiqué en entourant les mots d'un souligné : « Vous devez communiquer avec moi _avant_ cinq heures ».
Unicode possède le diacritique trait souscrit (U+0332) : t̲r̲a̲i̲t̲ s̲o̲u̲s̲c̲r̲i̲t̲, à ne pas confondre avec le diacritique macron souscrit (U+0331) : m̱a̱c̱ṟo̱ṉ s̱o̱u̱s̱c̱ṟi̱ṯ.